# 埃爾默 (新澤西州)
埃爾默（英語：Elmer）是位於美國新澤西州塞勒姆縣的自治市鎮。

## 人口
根據2020年美國人口普查的數據，埃爾默的面積為2.35平方千米，當中陸地面積為2.30平方千米，而水域面積為0.05平方千米。當地共有人口1347人，而人口密度為每平方千米573人。